# The Crazy Ones
The Crazy Ones (englisch für ‚Die Verrückten‘) ist eine US-amerikanische Sitcom mit Robin Williams und Sarah Michelle Gellar als Vater und Tochter in den Hauptrollen. Die Serie wurde von David E. Kelley Productions nach einer Idee von David E. Kelley produziert und wurde vom 26. September 2013 bis zum 17. April 2014 auf CBS zusammen in einem Block mit The Big Bang Theory, The Millers und Two and a Half Men ausgestrahlt.

## Handlung
Der Werbemanager Simon Roberts leitet seine eigene Werbeagentur mit seiner Tochter Sydney. Zu ihrer Kundschaft zählen viele internationale Größen. Allerdings meint Sydney, dass sie mehr Zeit damit verbringt, auf ihren Vater aufzupassen, als zu arbeiten.

## Entstehung
| Figur                   | Darsteller            | Deutscher Sprecher |
| ----------------------- | --------------------- | ------------------ |
| Simon Roberts           | Robin Williams        | Bodo Wolf          |
| Sydney Roberts          | Sarah Michelle Gellar | Nana Spier         |
| Zach Cropper            | James Wolk            | Tobias Nath        |
| Andrew Keanelly         | Hamish Linklater      | Jan Makino         |
| Lauren Slotsky          | Amanda Setton         | Josephine Schmidt  |
| Gordon Lewis (ab Ep. 8) | Brad Garrett          | Jan Spitzer        |

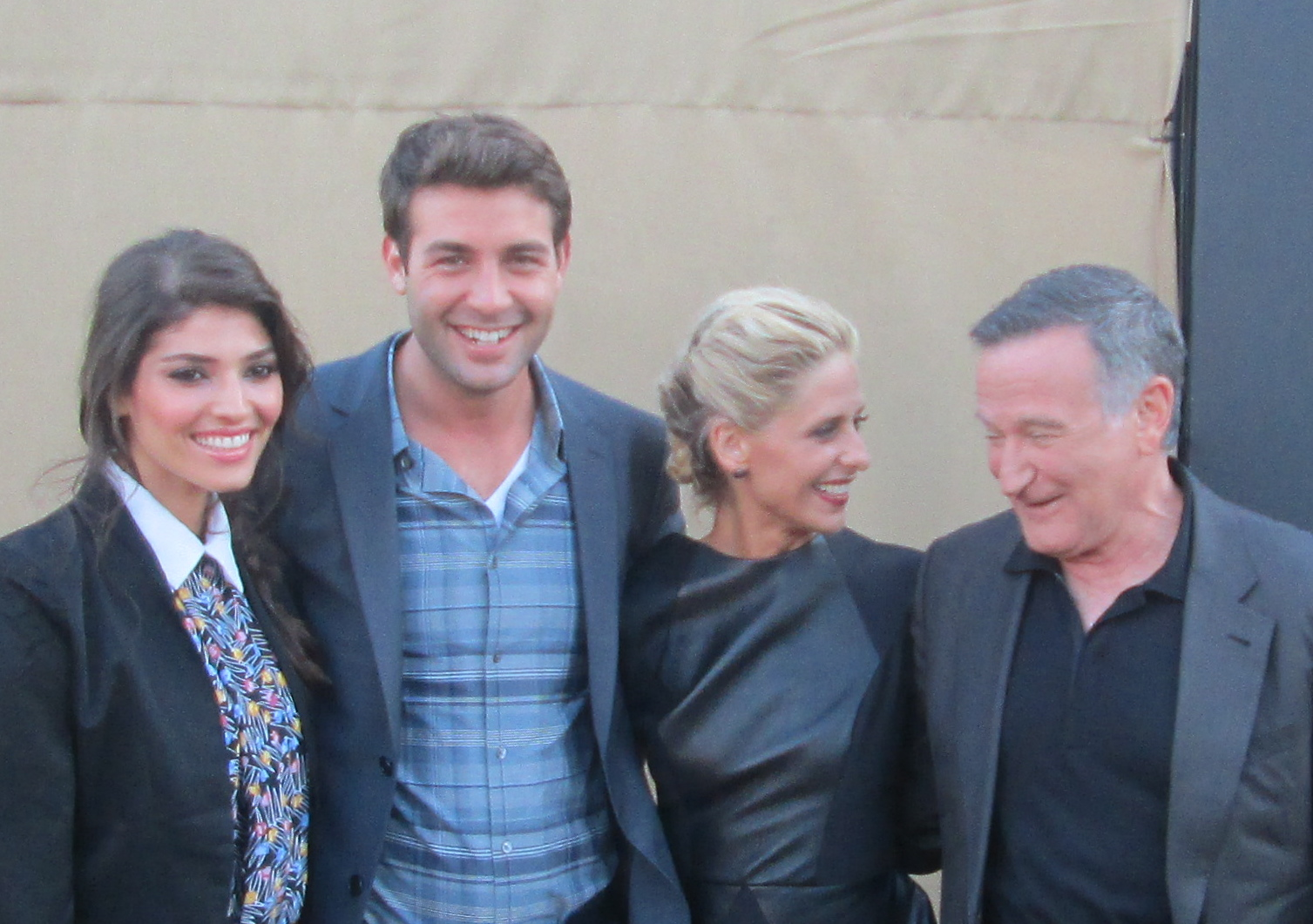
Die Castmitglieder Amanda Setton, James Wolk, Sarah Michelle Gellar und Robin Williams im Juli 2013.

Als Produzenten der Serie fungierten David E. Kelley und Jason Winer. Für die zentralen Hauptrollen der Serie wurden Robin Williams und Sarah Michelle Gellar verpflichtet. Für Williams war es die erste Hauptrolle in einer Fernsehserie seit Mork vom Ork, in der er 31 Jahre zuvor mitgewirkt hatte, und auch seine letzte Hauptrolle in einer Fernsehserie. Für Gellar war es die erste Hauptrolle nach der Serie Ringer, welche 2012 von The CW nach einer Staffel eingestellt wurde.
Nachdem der Pilot zur Serie Anfang Februar 2013 vom Sender CBS in Auftrag gegeben wurde, wurde kurz darauf James Wolk als Zach Cropper, Hamish Linklater als Andrew Kennedy und Amanda Setton für die Rolle der Lauren Slotsky verpflichtet. Am 10. Mai 2013 bestellte CBS die Serie offiziell. Die deutsche Synchronisation entstand unter der Dialogregie von Dorette Hugo und Ursula Hugo durch die Synchronfirma Scalamedia GmbH in Berlin.

## Episodenliste
| Nr. | Deutscher Titel                | Originaltitel                  | Erstausstrahlung USA | Deutschsprachige Erstausstrahlung (D) | Regie            | Drehbuch                   | Zuschauer (USA) |
| --- | ------------------------------ | ------------------------------ | -------------------- | ------------------------------------- | ---------------- | -------------------------- | --------------- |
| 1   | Simon sucht den Superstar      | Pilot                          | 26. Sep. 2013        | 21. Mai 2014                          | Jason Winer      | David E. Kelley            | 15,52 Mio.      |
| 2   | Ente gut, alles gut            | The Spectacular                | 3. Okt. 2013         | 21. Mai 2014                          | Jason Winer      | Joe Port & Joe Wiseman     | 11,71 Mio.      |
| 3   | Der mieseste Dad der Welt      | Bad Dad                        | 10. Okt. 2013        | 28. Mai 2014                          | Jason Winer      | Corey Nickerson            | 9,69 Mio.       |
| 4   | Die Nacht der Burritos         | Breakfast Burrito Club         | 17. Okt. 2013        | 4. Juni 2014                          | Michael P. Jann  | Rob Sudduth                | 9,37 Mio.       |
| 5   | Eine Europäerin zum Küssen     | She’s So European              | 24. Okt. 2013        | 11. Juni 2014                         | Jason Winer      | Dean Lorey                 | 8,69 Mio.       |
| 6   | Heiß auf den Preis             | Hugging the Now                | 31. Okt. 2013        | 25. Aug. 2014                         | Fred Savage      | Ryan Raddatz               | 8,06 Mio.       |
| 7   | Ein Song für Sydney            | Sydney, Australia              | 7. Nov. 2013         | 1. Sep. 2014                          | Bill D’Elia      | Tracy Poust & Jon Kinnally | 8,00 Mio.       |
| 8   | Ein schlimmer Finger           | The Stan Wood Account          | 14. Nov. 2013        | 1. Sep. 2014                          | Jason Winer      | Laura Krafft               | 8,59 Mio.       |
| 9   | Legende oder Lüge?             | Sixteen-Inch Softball          | 21. Nov. 2013        | 8. Sep. 2014                          | Alex Hardcastle  | Amy Hubbs                  | 8,60 Mio.       |
| 10  | Die Models und der Zauberer    | Models Love Magic              | 5. Dez. 2013         | 8. Sep. 2014                          | Fred Savage      | Dean Lorey                 | 7,58 Mio.       |
| 11  | Die Praktikantin des Grauens   | The Intern                     | 12. Dez. 2013        | 15. Sep. 2014                         | Fred Goss        | Joe Port & Joe Wiseman     | 7,87 Mio.       |
| 12  | Games und Cremes               | The Face of a Winner           | 2. Jan. 2014         | 15. Sep. 2014                         | Jason Winer      | Mason Steinberg            | 8,20 Mio.       |
| 13  | Grippewelle                    | Outbreak                       | 9. Jan. 2014         | 22. Sep. 2014                         | Bill D’Elia      | Rob Sudduth                | 9,52 Mio.       |
| 14  | Miezen und Marktforschung      | Simon Roberts Was Here         | 30. Jan. 2014        | 22. Sep. 2014                         | Steven Tsuchida  | Ryan Raddatz               | 8,25 Mio.       |
| 15  | Dead and Improved              | Dead and Improved              | 6. Feb. 2014         | 29. Sep. 2014                         | Bill D’Elia      | David E. Kelley            | 7,48 Mio.       |
| 16  | Zach Mitzvah                   | Zach Mitzvah                   | 27. Feb. 2014        | 29. Sep. 2014                         | Jason Winer      | Tracy Poust & Jon Kinnally | 7,41 Mio.       |
| 17  | Ein Job für den Einmischer     | Heavy Meddling                 | 6. März 2014         | 6. Okt. 2014                          | Alex Hardcastle  | Bill Kunstler              | 6,96 Mio.       |
| 18  | Schwesternalarm                | March Madness                  | 13. März 2014        | 6. Okt. 2014                          | Linda Mendoza    | Laura Krafft               | 6,71 Mio.       |
| 19  | Danny Chase Hates Brad Paisley | Danny Chase Hates Brad Paisley | 3. Apr. 2014         | 14. Okt. 2014                         | David Katzenberg | Amy Hubbs                  | 6,53 Mio.       |
| 20  | Beziehungsblues                | Love Sucks                     | 10. Apr. 2014        | 14. Okt. 2014                         | Bill D’Elia      | Mason Steinberg            | 6,87 Mio.       |
| 21  | The Monster                    | The Monster                    | 17. Apr. 2014        | 14. Okt. 2014                         | Matt Sohn        | Tracy Poust & Jon Kinnally | 6,19 Mio.       |
| 22  | Stress mit dem Ex              | The Lighthouse                 | 17. Apr. 2014        | 14. Okt. 2014                         | Matt Sohn        | Tracy Poust & Jon Kinnally | 5,23 Mio.       |

## Veröffentlichung und Rezeption
Die erste Folge der Serie wurde am 26. September 2013 hinter einer Doppelfolge der Serie The Big Bang Theory ausgestrahlt. Im Oktober 2013 erhöhte CBS die Episodenanzahl der Serie nach vier ausgestrahlten Episoden zusammen mit der von The Millers und Mom von 13 auf eine volle Staffel mit 22 Episoden. Das erste Staffelfinale, welches auch gleichzeitig das Serienfinale darstellt, wurde am 17. April 2014 gezeigt. Im Mai 2014 gab CBS die Absetzung der Serie nach nur einer Staffel bekannt.
In Deutschland war die Ausstrahlung der ersten fünf Episoden ab dem 21. Mai 2014 beim Sender ProSieben zu sehen, wegen schwacher Quoten wurde die Ausstrahlung nach dem 11. Juni 2014 dann abgebrochen. Ab dem 11. August 2014 strahlte der ebenfalls zur ProSiebenSat.1-Gruppe gehörende Sender Sixx die Serie aus.
The Crazy Ones erhielt ein durchwachsenes Presseecho, was sich auch in den Auswertungen US-amerikanischer Aggregatoren widerspiegelt. So erfasst Rotten Tomatoes ähnlich viele wohlwollende wie kritische Besprechungen und ordnet die Serie dementsprechend als „Gammelig“ ein. Laut Metacritic fallen die Bewertungen im Mittel „Durchschnittlich oder Gemischt“ aus.